# Bischofshofen
Bischofshofen en by i distriktet St. Johann im Pongau i den østrigske delstat Salzburg. Bischofshofen har godt 10.000 indbyggere og ligger ca. 50 kilometer syd for byen Salzburg.
Bischofshofen er beliggende i Salzachtal og er omgivet bjergmassivene Hochkönig, Hochgründeck og Tennengebirge.

## Historie
Udgravninger på Götschenberg ved Bischofshofen viser, at der har levet mennesker i området for 5.000 år siden, og at de bl.a. har udnyttet kobber. I det 5. århundrede f.Kr. er kelterne kommet til området, og siden hen har romerne bosat sig, hvilket fund fra 1. århundrede e.Kr. bevidner.
Bischofshofen nævnes første gang i et officielt dokument i år 711, hvor den hellige Rupert grundlægger et kloster. Mellem 720 og 730 ødelægges klosteret dog af slavere. Omkring 750 opstår der strid om ejerskabet af klosteret mellem hertug Odilo af Bayern og Virgilius af Salzburg. I 798 udvirker ærkebiskop Arn af Salzburg at klosteret kommer tilbage til Ærkebispedømmet Salzburg. I 820 blev klosteret imidlertid igen ødelagt.
I 1151 nævnes byen i en kundgørelse som "Hofen". Det nuværende navn kommer af, at bosættelsen var Hof des Bischofs (Biskoppens sæde).
I 1525 kommer Salzburgs bønderkrige til Bischofshofen, og byen bliver til centrum for bondeopstanden. Bønderne blev dog slået i et stort udslettende slag ved Radstadt. Constantin Schlafhauser prædikede den protestantiske lære, som fik godt fodfæste i området. I 1732 begyndte imidlertid fordrivelsen af protestanter under ledelse af ærkebiskop Leopold Anton von Firmian, hvorved ca. 70% af befolkningen satte deres tro over deres hjem og flyttede til primært Preussen.
Med bygningen af jernbanen fra Salzburg til Tyrol over Bischofshofen og Zell am See (Giselabahn) samt jernbanelinjen fra Bischofshofen til Villach (Kronprinz-Rudolf-Bahn) i 1875 voksede Bischofshofen til et økonomisk centrum og blev den 9. februar 1900 til købstad (Marktgemeinde). 100 år senere den 24. september 2000 opnåede Bischofshofen på grund af sin stadige betydning for områdets erhvervs- og økonomiske udvikling stadsret.

## Politik
Bischofshofens byråd består af 25 medlemmer og er siden valget i 2009 sammensat således:
- 13 SPÖ (har viceborgmesterposten)
- 10 ÖVP (har borgmesterposten)
- 2 FPÖ

Da Bischofshofen har stadsrettighed styres byen af et senatsråd, der består af 9 medlemmer med hver deres resortområde. Siden valget i 2004 er det sammensat således:
- Borgmester Jakob Rohrmoser (ÖVP) – Byggeri, planlægning og finanser
- Viceborgmester Hansjörg Obinger (SPÖ) – Uddannelse og unge
- Viceborgmester Lorenz Weran-Rieger (SPÖ) – Sociale forhold, familie, ældre og sundhed
- Barbara Saller (ÖVP) – Kultur, Partnerskab og landbrug
- Karolina Altmann (SPÖ) – Klima og børnehaver
- Kurt Habe(ÖVP) – Energi og trafik
- Karl Enengl (SPÖ) – Sport
- Wolfgang Bergmüller (SPÖ) – Boliger
- Johann Schrempf (ÖVP) – Erhverv, bymarkedsføring og turisme

Udover byvåbenet benytter Bischofshofen også et eget flag i farverne gul-rød-blå.
Bischofshofen er venskabsby med Unterhaching i Bayern og Adeje på Tenerife.

## Kultur, seværdigheder og sport
Museum am Kastenturm i centrum af Bischofshofen åbnede i 1998 og viser områdets 5.000-årige historie. Andre seværdigheder er Gainfeld-Wasserfall samt Ruine Pongowe.
Bischofshofen har en stor skihop-bakke (Paul-Ausleitner-bakken), hvor der hvert år på Helligtrekongersdag afholdes finalerne i Vierschanzentournee, som er en turnering der i ugen omkring nytår afholdes på fire lokaliteter i Tyskland og Østrig, herunder også det kendte nytårs-skihop i Garmisch-Partenkirchen.
Sportklub Bischofshofen er bl.a. kendt for sin fodboldafdeling, der ved siden af SV Austria Salzburg og Salzburger AK 1914 i over 3 årtier hørte til blandt de tre stærkeste og mest succesfulde foreninger i Salzburg. Klubben har således vundet delstatsmesterskabet i fodbold ni gange.